# Александар Прохоров
Александар Михајлович Прохоров (руски: Алекса́ндр Миха́йлович Про́хоров; Атертон, Аустралија, 11. јул 1916 – Москва, Русија 8. јануар 2002) је био совјетско-руски физичар и добитник Нобелове награде за физику 1964. године.

## Биографија
Прохоров је рођен 11. јула 1916. у аустралском насељу Атертон, Квинсленд као син руских имиграната. У својој 7. години, 1923. његова породица враћа се натраг у Совјетски Савез. Године 1934. креће на студије на Државном свеучилишту у Санкт-Петербургу. Студије завршава 1939. године, када одлази у Москву где студира на Институту за физику Лебедев.
Године 1941. постаје члан Совјетске војске и служи у Другом светском рату. Исте године се и жени за географкињу Г. А. Шелепину, са којом је имао једног сина.
Рањаван је два пута, а након другог рањавања 1944. војска га распушта, а он се враћа на Институт Лебедев. Године 1946. одбранио је своју тезу на тему Теорија стабилизације фреквенције цевастог осцилатора. Недуго затим, Прохоров добија посао на Московском државном свеучилишту "Михаил Васиљевич Ломоносов" где ради све до 1971. године. У периоду од 1950. до 1955. године, Прохоров је са својим колегама проучавао структуру молекула помоћу микровалне спектроскопије. Након тога почиње да се бави истраживањима ласера и масера. Од 1955. до 1957. проучавао је спектар електронске парамагнетске резонанције на основу чега је и закључио да је рубин погодан материјал за кориштење при изради ласера. Касније је радио и на изради масера помоћу различитих материјала. Један масер, од 21цм, у функцији је и користи се још и данас. Због тог пионирског рада на својствима ласера и масера, Прохоров је заједно са Николајем Генадијевичем Басовом и Чарлсом Хардом Тоњнесом 1964. године поделио Нобелову награду за физику.
Од 1973. до 2001. године, Прохоров је био председник Московског Института за физику и технологију, а од 1971. до 1990. био је и главни уредник Велике совјетске енциклопедије. Поред Нобелове награде, награђен је и Ломоносовом Златном медаљом, 1987. године.
Прохоров је преминуо 8. јануара 2002. у Москви. Након његове смрти, руске су власти преименовале Генерални институт за физику Руске академије наука у Генерални инстутут за физику Руске академије наука "Александар Михајлович Прохоров".
- Поштанска марка у Русији 2016. године, поводом 100. година од рођења Прохорова